# فريتز سيبان
فريتز سيبان (بالألمانية: Fritz Szepan)‏ (2 سبتمبر 1907 – 14 ديسمبر 1974) لاعب كرة قدم ألماني راحل كان يجيد اللعب في خط الوسط .
لعب طوال مسيرته الرياضية في نادي شالكه (1916-1950).
مثل منتخب ألمانيا في 34 مباراة مسجلا 8 أهداف (1929-1939). شارك مع منتخب ألمانيا في بطولة كأس العالم 1934 في إيطاليا حيث احتل المركز الثالث كما شارك في بطولة كأس العالم لكرة القدم 1938 في فرنسا حيث خرج من الدور الأول.

## وصلات خارجية
- فريتز سيبان على موقع الاتحاد الدولي (مؤرشف)  (الإنجليزية)
- فريتز سيبان على موقع قاعدة بيانات كرة القدم.إي يو (الإنجليزية)
- فريتز سيبان على موقع بيانات كرة القدم. دي إي (الألمانية)
- فريتز سيبان على موقع ناشيونال فوتبول تيمز (الإنجليزية)
- فريتز سيبان على موقع عالم كرة القدم.نت (الإنجليزية)

- سيرة ذاتية